# Г'ялмар Йонссон
Заголовок цієї статті — це ісландське ім'я, де Г'ялмар — особове ім'я, а Йонссон — ім'я по батькові. 
Г'ялмар Йонссон (ісл. Hjálmar Jónsson, нар. 26 липня 1980, Егільсстадір) — ісландський футболіст, що грав на позиції захисника, зокрема за шведський «Гетеборг» та національну збірну Ісландії.
По завершенні ігрової кар'єри — тренер. Тренує молодіжну команду «Гетеборга».

## Клубна кар'єра
У дорослому футболі дебютував 1994 року виступами за команду «Готтур», в якій провів п'ять сезонів. Згодом протягом 1999—2001 років захищав кольори «Кеплавіка».
2002 року перейшов до шведського «Гетеборг», за який відіграв решту своєї кар'єри, що тривала наступні 14 сезонів. 2007 року ставав чемпіоном Швеції, тричі допомогав «Гетеборгу» здобувати Кубок Швеції.

## Виступи за збірні
Протягом 2001–2002 років залучався до складу молодіжної збірної Ісландії. На молодіжному рівні зіграв у 3 офіційних матчах.
2002 року дебютував в офіційних матчах у складі національної збірної Ісландії. Загалом протягом кар'єри в національній команді, яка тривала 12 років, провів у її формі 21 матч.

## Кар'єра тренера
Завершивши виступи на футбольному полі, залишився у структурі «Гетеборга», очоливши молодіжну команду клубу. 2018 року працював у тренерському штабі головної команди, після чого повернувся до роботи із клубною молоддю.

## Титули і досягнення
- Чемпіон Швеції (1):

«Гетеборг»: 2007
- Володар Кубка Швеції (3):

«Гетеборг»: 2008, 2012-2013, 2014-2015
- Володар Суперкубка Швеції (1):

«Гетеборг»: 2008